# Glossophaga morenoi
Glossophaga morenoi là một loài động vật có vú trong họ Dơi mũi lá, bộ Dơi. Loài này được Martínez & Villa-R. mô tả năm 1938.